# Freyming-Merlebach
Freyming-Merlebach – miejscowość i gmina we Francji, w regionie Grand Est, w departamencie Mozela.
Według danych na rok 1990 gminę zamieszkiwały 15 224 osoby, a gęstość zaludnienia wynosiła 1 680 osób/km² (wśród 2335 gmin Lotaryngii Freyming-Merlebach plasuje się na 19. miejscu pod względem liczby ludności, natomiast pod względem powierzchni na miejscu 666.).